# بابی خاویر
بابی خاویر (متولد آنا باربارا خاویر؛ ۶ ژوئیه ۱۹۷۴، در نیتروی، ریودوژانیرو) یک بازیگر تلویزیون برزیلی، مدل پلی بوی، خواننده و مجری تلویزیون است. بابی در سال ۱۹۹۶ اولین سریال تلویزیونی خود را انجام داد.

## تلویزیون
- عشق از دست رفته (باند، 1996) - Ivea، بازیگر
- برای عشق (شبکه رده گلوبو، ۱۹۹۷) - آنینا، بازیگر
- تنظیم دقیق (اسکای برزیل، ۱۹۹۸)
- سوپرمدل (MTV، ۱۹۹۹)
- برنامه رایگان (SBT، ۱۹۹۹)
- جزیره اغوا (SBT، ۲۰۰۲)
- بنگ بنگ (Globo، ۲۰۰۵) - مریلین کوروی، بازیگر
- ویداس اوپوستاس (رکورد، ۲۰۰۶ و ۲۰۰۷) - پاتریشیا روچا، بازیگر
- جهش‌ها - مسیرهای قلب (رکورد، ۲۰۰۸) – جولی دی تروی، بازیگر
- یک فازندا، (رکورد)، ۲۰۰۹.
- خوزه دو ایگیتو، (رکورد)، ۲۰۱۳. -الیزا
- اوس دز ماندامنتوس (ضبط تلویزیون)، ۲۰۱۵

## تلویزیون - ستاره مهمان
- تصمیم بگیرید - (شبکه رده گلوبو، ۱۹۹۶) - قسمت: حجاب عروس، بازیگر
- دیاریستا - (شبکه رده گلوبو، ۲۰۰۵) - قسمت: آن کوتوله، بازیگر
- رقص معروف، Domingão do Faustão - (شبکه رده گلوبو، ۲۰۰۶)، رقصنده